# Aliđun
Aliđun ili Ilindan je, nakon Jurjeva, najpoštovanija muslimanska svetkovina u Bosni i Hercegovini. Ovdašnji Muslimani su oduvijek poštovali Ilindan ili Aliđun, koji je redovno drugog augusta. Sveti Ilija je hrišćanska zamjena za staroslavenskog (paganskog) Boga - gromovnika Peruna. "U muslimanskom svetkovanju Aliđuna su došle do izražaja staroslavenske paganske tradicije povezane s kultom Sunca, gromova i kiše." 
Interesantna je turska izvedenica naziva praznika – Aliđun. Vlastito ime Ali(ja) je muslimanska verzija za hrišćanskog Iliju, a riječ gün na turskom znači dan. Jednostavnim prevođenjem Ilindana u Aligun ili Aliđun muslimani nisu htjeli da prikriju njegovo porijeklo. To su potvrđivali izrekom: "Do podne Ilija, od podne Alija", što je uticalo da u narodu živi sjećanje na proces širenja islama u Bosni i Hercegovini koje obuhvatalo predislamsko stanovništvo Bosne i Hercegovine, uključujući i mnoge njegove praznike. Najčuveniji aliđunski derneci održavali su se u Gerzovu, pored turbeta čuvenog muslimanskog epskog junaka, Alije Đerzeleza, što takođe upućuje na spomenutu povezanost Ilija-Alija. 
Aliđun se tradicionalno obilježava širom Bosne i Hercegovine, kada se održavaju vašari i teferići. "Muslimani Sarajeva imali su običaj da na Ilindan rano ujutro odlaze na Trebević, gdje su do mrklog mraka jeli, pili, pjevali i igrali kola veseleći se na različite načine.“ Antropolog Safet Hadžimuhamedović, u svojoj knjizi Waiting for Elijah: Time and Encounter in a Bosnian Landscape, razmatra sinkretističku tradiciju Ilindana-Aliđuna u Bosni, sa posebnim naglaskom na Gatačko polje. U njegovom istraživanju, iščekivanje Ilije i Alije, kojim je bila označena cijela godina tradicionalnog kalendara, poprima novi sadržaj nakon rata 1990-ih: čekanje postaje mikro-politički odgovor na razaranje krajolika i njegove više-vjerske zajednice, a Ilijin-Alijin povratak se javlja kao mogućnost obnove poželjnije prošlosti.
Aliđunski (Ilindanski) derneci - vašari održavali su se u Večićima (Kotor Varoš), sve do 1992, kada su nasilno ukinuti, iz "sigurnosnih razloga" i u Gerzovu kod Šipova. Najatraktivniji dio aliđunskih derneka predstavljale su momačke igre i junačenja. Često su se međusobno takmičili pripadnici različitih konfesija. Glasovite su bile Gerzovske aliđunske igre, na koje dolazili i takmičari iz udaljenih krajeva, da afirmišu nâm svoj zavičaj.U Gornjevrbaskoj regiji na Aliđun održavani su vašari na Treskavici iznad Gornjeg Vakufa i u Kopčiću (između Bugojna]] i Donjeg Vakufa). Na dan Svetog Ilije održava se u Visokom vašar, a u Temerinu - teferić.